# Forests baixes del nord-est del Congo
Els boscos de terres baixes del nord-est del Congo formen una ecoregió terrestre definida pel Fons Mundial per a la Natura (WWF), que pertany al bioma de Boscs humits tropicals i subtropicals de fulla ampla de l'ecozona afrotropical. Ocupa la part nord-est de la República Democràtica del Congo i s'estén sobre el sud de la República Centreafricana, formant un triangle delimitat al nord per la transició a la sabana, a l'est per la vall del Rift i a l'oest i el sud pel riu Congo i els seus afluents.

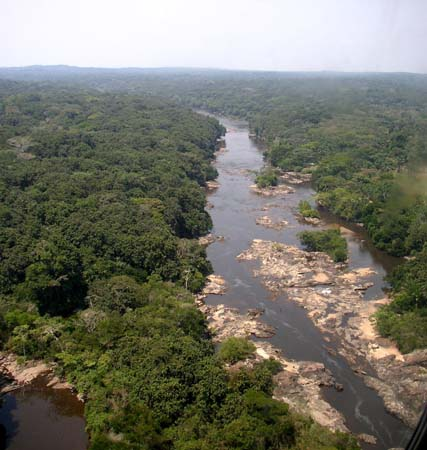
Riu Epulu, afluent del Congo, travessant l'àrea d'Ituri, a l'extrem oriental de l'ecozona "Forests baixes del nord-est del Congo", a uns 50 km del Llac Albert, frontera de la RD Congo amb Uganda.

La regió té un elevat nivell d'endemisme animal i vegetal i forma part de la llista Global 200 de WWF sota el nom de "Boscos humits a la conca del nord-est del Congo".

## Fauna
Molts mamífers es consideren endèmics o gairebé endèmics de l'ecoregió, com l'ocapi, la geneta gegant o el cercopitec de cara de mussol. Aquests boscos són també la llar de la principal població de goril·la de les planes oriental. Dins de l'avifauna, el cucut de ventre blanc, el teixidor de coll daurat (Ploceus aureonucha) i el paó del Congo no es troben en cap altre lloc del planeta.

## Dades de biodiversitat
| Tipus d'espècie | Nombre d'espècies | Referència |
| --------------- | ----------------- | ---------- |
| Vegetal         | 3600              | [ 1 ]      |
| Ocells          | 554               | [ 2 ]      |
| Mamífers        | 201               | [ 2 ]      |
| Escatosos       | 186               | [ 2 ]      |
| Endèmiques      | 10                | [ 2 ]      |

## Dades sobre l'estat de conservació
| Ítem                         | Valor              | Referència |
| ---------------------------- | ------------------ | ---------- |
| Estatus                      | Ecoregió amenaçada | [ 2 ]      |
| Àrees protegides             | 12,4 %             | [ 3 ]      |
| Nivell d'antropització       | 14.5 %             | [ 3 ]      |
| Nombre d'espècies amenaçades | 36                 | [ 3 ]      |

## Àrees amb qualificació i protecció legal
- Reserva de fauna dels Ocapis (Forest d'Ituri).
- Parc Nacional de la Maiko (El parc es divideix en tres sectors, segons l'estat al qual pertany: Kivu del Nord, Província Oriental i Maniema).
- Parc Nacional de Kahuzi-Biega. Dividit en dues zones, una d'elles pertany a l'ecoregió de les forests baixes del Congo i l'altra a la falla Albertina del Gran Rift.[4]